# Lijst van vrije keizerlijke steden
Er waren 51 vrije steden in het Heilig Roomse Rijk vanaf 1792. Ze staan in deze lijst met hun geloofsstatus vastgelegd na de Vrede van Westfalen.
- Aalen (lutheraan)
- Aken (katholiek)
- Augsburg (katholiek en lutheraan)
- Biberach (katholiek en lutheraan)
- Bopfingen (lutheraan)
- Bremen (calvinist)
- Buchau (katholiek)
- Buchhorn (katholiek)
- Keulen (katholiek)
- Dinkelsbühl (katholiek en lutheraan)
- Dortmund (lutheraan)
- Esslingen am Neckar (lutheraan)
- Frankfurt am Main (lutheraan)
- Friedberg (lutheraan)
- Gengenbach (katholiek)
- Giengen (lutheraan)
- Goslar (lutheraan)

- Hamburg (lutheraan)
- Heilbronn (lutheraan)
- Isny im Allgäu (lutheraan)
- Kaufbeuren (lutheraan)
- Kempten (lutheraan)
- Leutkirch im Allgäu (lutheraan)
- Lindau (lutheraan)
- Lübeck (lutheraan)
- Memmingen (lutheraan)
- Mühlhausen (lutheraan)
- Nordhausen (lutheraan)
- Nördlingen (lutheraan)
- Neurenberg (lutheraan)
- Offenburg (katholiek)
- Pfullendorf (katholiek)
- Ravensburg (katholiek en lutheraan)
- Regensburg (lutheraan)

- Reutlingen (lutheraan)
- Rothenburg ob der Tauber
- Rottweil (katholiek)
- Schwäbisch Gmünd (katholiek)
- Schwäbisch Hall (lutheraan)
- Schweinfurt (lutheraan)
- Spiers (lutheraan)
- Überlingen (katholiek)
- Ulm (lutheraan)
- Wangen (katholiek)
- Weil (katholiek)
- Weißenburg in Bayern (Nordgau) (lutheraan)
- Wetzlar (lutheraan)
- Wimpfen (lutheraan)
- Windsheim (lutheraan)
- Worms (lutheraan)
- Zell am Harmersbach (katholiek)

## Oude vrije steden
Er waren nog meer vrije steden maar verschillende hiervan verloren hun status van vrije stad. De lijst hieronder zijn de steden die na 1792 niet meer bij de vrije steden behoorden.
- Baden
- Basel (werd een Zwitsers kanton, 1501, onafhankelijkheid van het keizerrijk erkend in 1648)
- Bern (werd een Zwitsers kanton, 1351, onafhankelijkheid erkend in 1648)
- Bisanz (Besançon)(geannexeerd door Spanje, 1648)
- Brakel (geannexeerd door de bisschop van Paderborn)
- Bremgarten
- Colmar (geannexeerd door Frankrijk, 1673, erkend 1697)
- Diessenhofen
- Deventer
- Donauwörth (naar Beieren, 1617)
- Duisburg (naar het hertogdom Kleef, 1290)
- Düren (naar het hertogdom Gulik)
- Frauenfeld
- Freiburg im Üechtland (Fribourg) (werd een Zwitsers kanton)
- Gelnhausen (naar het landgraafschap Hessen-Kassel, 1745)
- Hagenau (geannexeerd door Frankrijk, 1670s)
- Herford (naar Brandenburg)
- Kamerijk (Cambrai) (naar Frankrijk, 1677)

- Kampen
- Kaisersberg (geannexeerd door Frankrijk, 1648)
- Kessenich
- Konstanz (geannexeerd door het aartshertogdom Oostenrijk, 1548)
- Landau (geannexeerd door Frankrijk, 1648)
- Lemgo (naar Lippe)
- Lucerne (werd een Zwitsers kanton, onafhankelijk erkend 1648)
- Mainz (keerde terug onder de controle van de aartsbisschop, 1462)
- Metz (geannexeerd door Frankrijk, 1552)
- Mühlhausen (Mulhouse) (een associatie van de Zwitserse Confederatie 1648, Geannexeerd door Frankrijk, 1798)
- Münster im Elsass (Munster) (geannexeerd door Frankrijk, 1648)
- Murten (naar Savoy, 1255)
- Nijmegen (naar het hertogdom Gelre, 1247)
- Oberehnheim (Obernai) (Geannexeerd door Frankrijk, 1648)
- Rapperswil
- Rheinfelden (naar de Habsburgers, 1330)
- Riga (naar het Pools-Litouwse Gemenebest, 1581)
- Rosheim (geannexeerd door Frankrijk, 1648)

- Saarburg (Sarrebourg) (geannexeerd door Frankrijk)
- Schaffhausen (werd een Zwitsers kanton, 1501, onafhankelijkheid erkend in 1648)
- Schlettstadt (Sélestat) (geannexeerd door Frankrijk, 1670s)
- Schmalkalden (naar Hessen, 1581)
- Solothurn (werd een Zwitsers kanton, 1481, onafhankelijkheid erkend in 1648)
- Straatsburg (Strassburg) (geannexeerd door Frankrijk, 1681, erkend 1697)
- Toul (geannexeerd door Frankrijk, 1552)
- Türkheim (Turckheim) (geannexeerd door Frankrijk, 1648)
- Verden (naar het hertogdom Bremen, 1648)
- Verdun (geannexeerd door Frankrijk, 1552)
- Warburg (geannexeerd door prins-bisschop van Paderborn)
- Winterthur
- Weißenburg (Wissembourg) (geannexeerd door Frankrijk, 1648)
- Zug (werd een Zwitsers kanton, onafhankelijkheid erkend in 1648)
- Zürich (werd een Zwitsers kanton, 1351, onafhankelijkheid erkend in 1648)

## Wapenschilden vrije steden

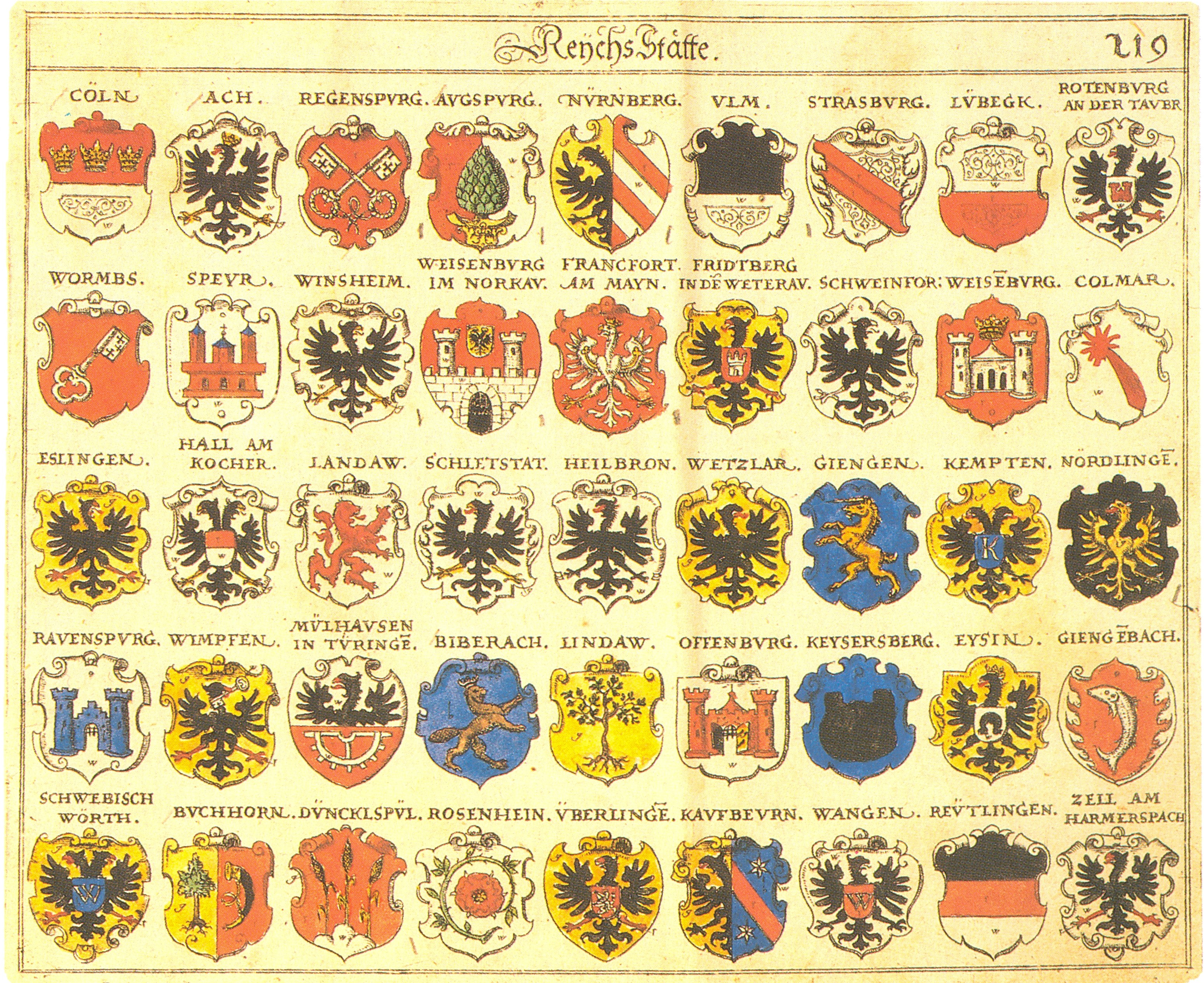
Wapenschilden van de Rijkssteden (van 1605) – deel 1
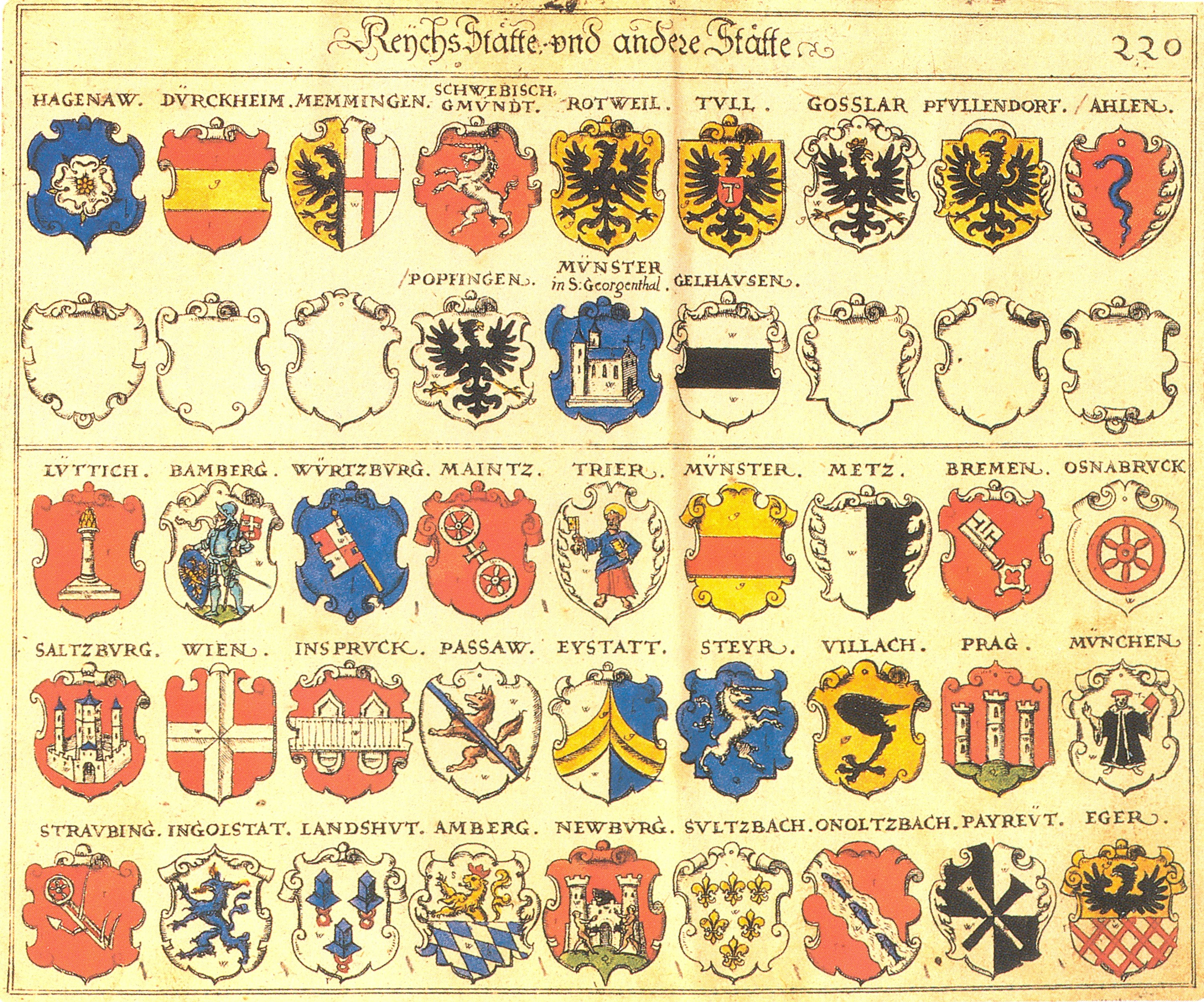
Wapenschilden van de Rijkssteden (van 1605) – deel 2 (enkel de bovenste twee rijen)

A · B · C · D · E · F · G · H · I · J · K · L · M · N · O · P · Q · R · S · T · U · V · W · Z

vrije keizerlijke steden · keizerlijke abdijen